# Lars Peter Hansen
Lars Peter Hansen (ur. 26 października 1952 w Urbana) – amerykański ekonomista, profesor University of Chicago.
W 1982 roku opublikował artykuł, w którym badał skuteczność modelu CCAPM (Model Ceny Aktywów Kapitałowych z uwzględnieniem konsumpcji, będący wariacją modelu CAPM). W artykule wykazał, że model nie wyjaśnia zmienności cen akcji.
W latach 2001–2002 wspólnie z Thomasem Sargentem opublikował artykuły, w których poddał rewizji standardową teorie podejmowania decyzji w warunkach niepewności.

## Wyróżnienia
W 2013 roku został, wraz z Robertem Shillerem i Eugene Fama uhonorowany Nagrodą Banku Szwecji im. Alfreda Nobla w dziedzinie ekonomii „za ich empiryczną analizę cen aktywów”.